# Sínodo de Mâcon
Por Concílio de Mâcon, por vezes chamado Sínodo, entende-se a realização de [ao que se sabe] seis assembleias eclesiásticas convocadas naquela cidade (Mâcon) e que fora de suma importância representativa para a igreja recém-firmada na região. Normalmente o termo Concílio de Mâcon é utilizado em referência aos concílios segundo e terceiro.

## I Concílio de Mâcon
Realizado em 579. São poucas as referências a seu respeito

## II Concílio de Mâcon
que teve lugar em 581/3, Convocado por ordem de Guntram, rei da Borgonha e foi presidido por Priseus ou Prisco, patriarca de Lião (573-588). Dele também participou Siágrio, bispo de Autun. Ele concluiu pela definição de 19 cânones, um dos quais fez referência específica a uma mulher; um freira de nome Agnes. O cânone 14 impôs um toque de recolher aos judeus , banindo-os das ruas a qualquer momentos entre a Quinta-feira Santa e Domingo de Páscoa. O cânon segundo proibiu aos judeus de falar com as freiras. O concílio proclamou também que todo escravo cristão poderia ser comprado à taxa de seis pences.

## III Concílio de Mâcon
Realizou-se em 585. Convocado por ordem de Guntram, rei da Borgonha e foi presidido por Priseus ou Prisco, patriarca de Lião (573-588). Ele reuniu os bispos da Borgonha (sujeitados por Guntram) e os da Nêustria (sujeitados por Clotário II, sob a tutela de Guntram). Os bispos sujeitos ao rei da Austrásia não estavam presentes.

### Cânones
Este concílio promulgou vinte cânones, que podem ser resumidas como segue:
1. Exortação ao descanso dominical, que o povo cristão tem o hábito de descaso. Sanções contra os infratores: se é um advogado que entrou com uma ação no domingo, ele vai perdê-la, se for um camponês ou um escravo, ele deverá ser espancado [com um pau], se é clérigo ou um monge este deverá ser afastado de seus irmãos por seis meses;
2. Celebração da Semana Santa, a participação nos hinos e "sacrifícios", abstendo-se de todo o trabalho servil por seis dias;
3. À exceção do risco de morte, o batismo deve acontecer no domingo de Páscoa;
4. Todos os fiéis, homens e mulheres, deverão trazer uma oferenda ao altar: pão e vinho;
5. Excomunhão contra aqueles que não pagam o dízimo à igreja.
6. Nenhum sacerdote que manuseie alimento, vinho ou bebida ("vino crapulatus confertus cibo aut") não tocará as espécies consagradas;
7. Os acusados ou sob "judices" não devem ser tratados injustamente ou levados à força perante o magistrado civil, mas sim diante do bispo, que poderá, todavia, ser assistido por um tribunal civil ou a critério;
8. Se alguém se refugia em uma igreja para evitar o poder secular, o poder secular não poderá entender que o foi por decisão do bispo;
9. As pessoas de poder e riqueza que possuem taxas razoáveis contra um bispo não deverão cobrá-lo e sim levar o caso ao bispo metropolitano;
10. Quem tem uma queixa contra um funcionário subordinado ao bispo deve fazê-lo diante do bispo, e é o bispo que ouvirá o caso;
11. Os bispos devem pregar e praticar a hospitalidade;
12. Os juízes seculares deverão dar provisão aos processos eclesiásticos em casos contra viúvas e órfãos;
13. A casa do bispo não pode ter cães, o que é contrário à sua vocação de hospitalidade;
14. O poderoso não pode apreender os bens dos outros, sem julgamento;
15. O leigo deve mostrar sinais de respeito para o clero, até mesmo um menor;
16. A viúva de um subdiácono, um exorcista ou um companheiro não pode se casar novamente;
17. Proíbe-se enterrar mortos em túmulo onde já haja mortos enterrados;
18. Ameaça de sanções mais severas contra o incesto. Estas são pessoas que irão "rolar na merda" ("in convolvuntur merda");
19. Nenhum funcionário poderá assistir interrogatórios de culpado ou execuções;
20. Os bispos se reunirão novamente em três anos.

Segue [ao documento] as assinaturas dos bispos presentes. Como dito acima, os bispos da Austrásia não participar neste concílio. Por isso, diz Gregório de Tours, que o rei da Austrásia, Quildeberto II (575-595), era sabedor de um incidente que se passou neste concílio, cujos cânones não o mencionam e que de origem à famosa lenda de Concílio de Mâcon.

## IV Concílio de Mâcon
Realizado em 627, preponderou em favor da regra monástica de São Columbano, fundador das abadias [mosteiros] de Luxeuil e de Bobbio.

## V Concílio de Mâcon
Realizado em 906. São poucas as referências a seu respeito

## VI Concílio de Mâcon
Realizado em 1285. São poucas as referências a seu respeito.